# Алпај Езалан
Алпај Езалан (29. мај 1973) бивши је Турски фудбалер.

## Каријера
Током каријере је играо за Бешикташ, Фенербахче, Астон Вила, Келн и многе друге клубове.

## Репрезентација
За репрезентацију Турске дебитовао је 1995. године. Наступао је на Светском првенству (2002) с турском селекцијом. За тај тим је одиграо 90 утакмица и постигао 4 гола.

## Статистика
| Турска | Турска  | Турска |
| Година | Наступи | Голови |
| ------ | ------- | ------ |
| 1995.  | 15      | 1      |
| 1996.  | 13      | 0      |
| 1997.  | 5       | 0      |
| 1998.  | 5       | 0      |
| 1999.  | 7       | 0      |
| 2000.  | 5       | 0      |
| 2001.  | 11      | 3      |
| 2002.  | 11      | 0      |
| 2003.  | 12      | 0      |
| 2004.  | 0       | 0      |
| 2005.  | 6       | 0      |
| Укупно | 90      | 4      |